# Associação Nacional de Voleibol de Essuatíni
A Associação Nacional de Voleibol de Essuatíni  (em inglêsːSwaziland National Volleyball Association,SNVA) é  uma organização fundada em 1984 que governa a pratica de voleibol em Essuatíni, sendo membro da Federação Internacional de Voleibol e da Confederação Africana de Voleibol, a entidade é responsável por  organizar  os campeonatos nacionais de  voleibol masculino e feminino no país.